# Castilblanco de los Arroyos
Castilblanco de los Arroyos er en by og kommune i det sydlige Spanien i provinsen Sevilla. Den har et indbyggertal på 5.134 (2024) indbyggere.